# Camp Blood 2
Camp Blood 2 es una película de horror de 2000, secuela de Camp Blood. La película fue dirigida por Brad Sykes y producida por David S. Sterling. Fue seguido en 2005 por  Within the Woods.

## Argumento
Algún tiempo después de los acontecimientos de la primera película, el cineasta Digno Milligan decide rodar una película basada en los asesinatos y contrata a Tricia, la única sobreviviente traumatizada de la masacre, como asesor técnico. Sin embargo, una vez que Tricia, Milligan y el resto del reparto y personal caminan hacia el bosque, la pesadilla se vuelve demasiado real cuando el payaso vuelve a aparecer y comienza a masacrar a los miembros de la película.
Después que la mayoría del reparto y el personal ha sido asesinado, Tricia es capturada por el asesino quien revela ser Adrienne, la hermana de Harris, el autor de los asesinatos originales, que culpa a Tricia por la muerte de Harris. Mientras las dos luchan, Tricia usa un encendedor para incendiar a Adrienne, quien está empapada de gasolina. Durante su lucha final, Tricia recupera el machete de Adrienne y corta su cuello. Adrienne le da Tricia su máscara antes de morir por sus heridas y Tricia huye llevando la máscara y el machete.

## Reparto
- Jennifer Ritchkoff como Tricia.
- Garrett Clancy como Worth Milligan.
- Missy Rae Hansen como Adrienne Palmer (acreditada como Missy Hansen).
- Ken X como Shemp.
- Mark Overholt como Lance.
- Timothy Patrick como Todd.
- Patrick Thomas como Patrick (acreditado como Courtney Burr).
- Lisa Marie Sturdevant como Lola (acreditada como Lisa Marie Bolick).
- Tim Sullivan como Dr. West
- Brannon Gould como Jeff.
- Natascha Corrigan como Rose.
- Danny Rayfield como el payaso.

## Producción
Camp Blood 2 fue lanzada un año después de la original y fue incluso más exitosa que la primera. 